# Velika Barna
Velika Barna es una localidad de Croacia en la ciudad de Grubišno Polje, en el condado de Bjelovar-Bilogora.

## Geografía
Se encuentra a una altitud de 148 m s. n. m. (metros sobre el nivel del mar), y a 118 km de la capital nacional, Zagreb.

## Demografía
En el censo 2021, el total de población de la localidad fue de 240 habitantes.
| Gráfica de población de Velika Barna 1857-2021                      |
|                                                                     |
| Según los censos de población de la oficina estadística de Croacia. |